# دهستان نصروان
نصروان، دهستانی است از توابع بخش مرکزی شهرستان داراب در استان فارس ایران.

## جمعیت
براساس سرشماری سال ۱۳۸۵ جمعیت آن ۸٬۰۹۸ نفر (۱٬۷۶۹ خانوار) بوده‌است.